# Euphorbia mesembryanthemifolia
Euphorbia mesembryanthemifolia är en törelväxtart som beskrevs av Nikolaus Joseph von Jacquin. Euphorbia mesembryanthemifolia ingår i släktet törlar, och familjen törelväxter. Inga underarter finns listade i Catalogue of Life.